# ليوناردو فيريرا دا سيلفا
ليوناردو فيريرا دا سيلفا هو لاعب كرة قدم برازيلي، ولد في 19 يوليو 1980 في كامبيناس في البرازيل. لعب مع أتلتيكو براغانتينو ونادي الشباب ونادي برازيليا ونادي جنوب الصين ونادي رايندورف آلتاخ ونادي سموحة ونادي غروديغ ونادي كورينثيانس ألاغوانو ونادي يانغون يونايتد.

## وصلات خارجية
- ليوناردو فيريرا دا سيلفا على موقع Soccerway.com (الإنجليزية)
- ليوناردو فيريرا دا سيلفا على موقع عالم كرة القدم.نت (الإنجليزية)